# Liste griechischer Phrasen/Psi

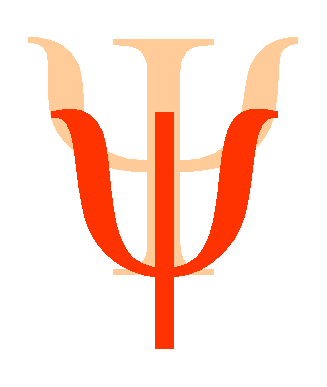
Psi

## ψαλμὸς τῷ Δαυίδ
ψαλμὸς τῷ Δαυίδ
Psalmos tō Dauid
„ein Psalm für David“

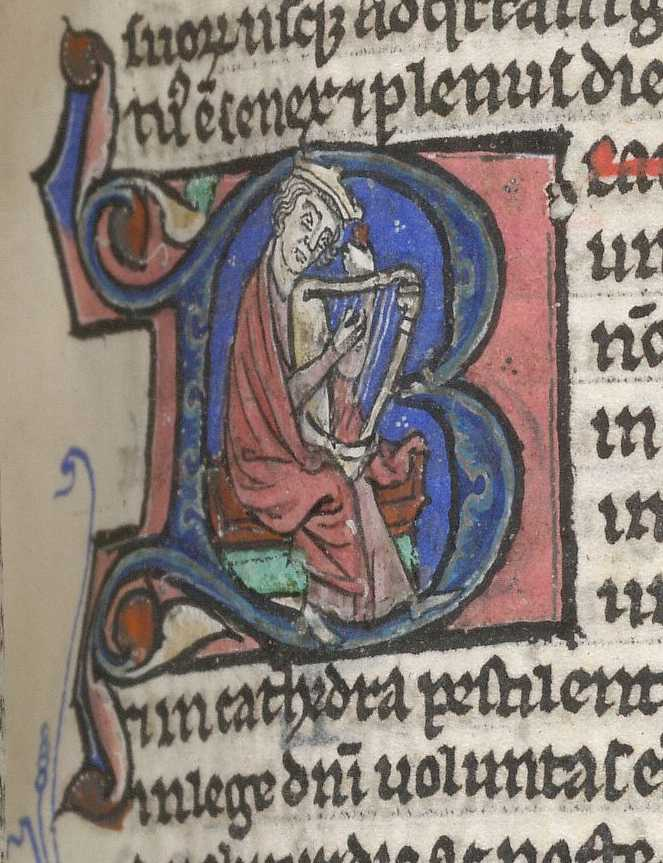
David als Illumination in einer Initiale – Detail aus einem Psalmenbuch

Die meisten Psalmen tragen Überschriften, in denen sich oft ein Name findet. In 73 Überschriften wird David genannt. Das nachexilische Judentum schrieb die Mehrzahl der Psalmen dem Priester-König David zu.
Inzwischen ist die Bibelforschung zu der Ansicht gekommen, dass der Name David auf eine frühe Entstehungszeit hinweist. Dabei gilt die Königszeit als die Epoche der Psalmendichtung. David stand auch hinter dem Aufbau der Schule der Tempelsänger.
Die Davidpsalmen sind eine Art Sammelname, die die Zugehörigkeit des jeweiligen Psalms zur David-Tradition des vorexilischen Tempelkults markiert.
Die hebräische Präposition, die als Psalm Davids wiedergegeben wird, muss nicht die Verfasserschaft ausdrücken, sondern geht mehr in Richtung auf Besitzanzeige: dem David zugehörig. Die hier zitierte griechische Formulierung heißt eindeutig „ein Psalm für David“.

## ψηλαφεῖν ἐν τῷ σκότῳ
ψηλαφεῖν ἐν τῷ σκότῳ
psēlaphein en tō skotō
„In Dunkelheit umhertappen“
Lateinisch: palpari in tenebris
Der Humanist Erasmus von Rotterdam schreibt in seiner Sprichwörtersammlung Adagia:

„Im Dunklen tappen heißt, einer Sache mit vagen Vermutungen auf die Spur zu kommen suchen. Aristophanes im ‚Frieden‘: Denn sonst, / Da tappten wir politisch tief im Dunklen, / Doch jetzt beraten wir uns stets bei Licht.“

Die von Erasmus zitierten Verse lauten im Griechischen:

«Πρὸ τοῦ μὲν οὖν / ἐψηλαφῶμεν ἐν σκότῳ τὰ πράγματα / νυνὶ δ’ ἅπαντα πρὸς λύχνον βουλεύσομεν.»

„Sonst tasteten / Wir durch die Staatsgeschäfte nur im Dunkel hin, / Und nun beräth man jedes Ding bei Lampenlicht.“

Dies ist eine Anspielung auf den Archonten Hyperbolos, der von Beruf Lampenfabrikant war. Er wollte nach Kleon führender Demagoge werden und war Führer der radikalen Demokraten, die eine Aussöhnung mit Sparta ablehnten und deshalb 421 v. Chr. gegen den Nikiasfrieden opponierten, verlor diese führende Rolle aber an Alkibiades.
Der Ostrakismus des Hyperbolos gegen Alkibiades und Nikias im Jahr 416/15 war die letzte Ostrakisierung. Bei dieser Abstimmung wurde das Verfahren ad absurdum geführt, als die eigentlichen Kontrahenten Nikias und Alkibiades ihre Anhänger auf den Demagogen Hyperbolos konzentrierten, der den Ostrakismos beantragt hatte. Es war damit offenbar so diskreditiert, dass keine weitere Ostrakophorie („Scherbentragen“) mehr durchgeführt wurde.

## ψυχὴ θρεπτική
ψυχὴ θρεπτική
Psychē threptikē
„Pflanzenseele“
Begriff aus der Seelenlehre des Aristoteles in seiner Schrift Über die Seele, in der die Seele folgendermaßen unterteilt ist:
1. ψυχὴ θρεπτική (psychē threptikē; lateinisch anima vegetativa): Pflanzenseele, Ernährung und Fortpflanzung
2. ψυχὴ αἰσθητική (psychē aisthētikē; lateinisch anima sensitiva): Tierseele, Sinneswahrnehmung und Ortsveränderung
3. νοῦς (nous; lateinisch anima cogitativa): Menschenseele, unterteilt in einen unsterblichen, aktiven Nous, νοῦς ποιῶν nous poiōn, und einen sterblichen, rezeptiven Nous, νοῦς παθητικός nous pathētikos

In dieser Seelenlehre bedeutet „beseelt sein“ so viel wie „lebendig sein“. Die Seele hat drei Vermögen und Handlungsweisen. Sie ist auch zum Teil sterblich und unsterblich. Anders als Platon sieht Aristoteles Körper und Seele eng miteinander verbunden. Dennoch gibt es für ihn einen Teil der Seele, der über den Körper hinausweist.

## Ψυχὴ πᾶσα ἀθάνατος
Ψυχὴ πᾶσα ἀθάνατος· τὸ γὰρ ἀεικίνητον ἀθάνατον.
Psychē pāsa athanatos; to gar aeikineton athanaton.
„Die Seele insgesamt ist unsterblich; denn das Stetsbewegte ist unsterblich.“
Zitat von Platon. Die Seele kann als sich bewegendes Prinzip nie sich selbst verlassen und ist daher unsterblich.
An diese Ausführungen knüpft Sokrates, den Platon hier zu Wort kommen lässt, einen Mythos. Anfänglich lebten die Seelen unter den Göttern und nahmen teil an ihrer himmlischen Wagenfahrt. Die Götter haben lauter edle Pferde, die Seele aber, deren Wagen von der Vernunft gelenkt wird, hat ein edles, himmlisches Ross, das Gemüt, und ein wildes, zottiges, bockiges irdisches Pferd, den Trieb. Sie stürzt wegen des störrischen Verhaltens des irdischen Pferdes ab. Dann fallen die Federn aus den Flügeln der Seele und diese sinkt zur Erde. Wenn die Seele auf der Erde etwas Schönes erblickt, erinnert sie sich an die Ideen und ihre Federn beginnen wieder zu wachsen.

## Ψυχῆς ἰατρεῖον
Ψυχῆς ἰατρεῖον
Psychēs iatreion
„Hospital für die Seele“

Neubau der Bibliothek von Alexandria

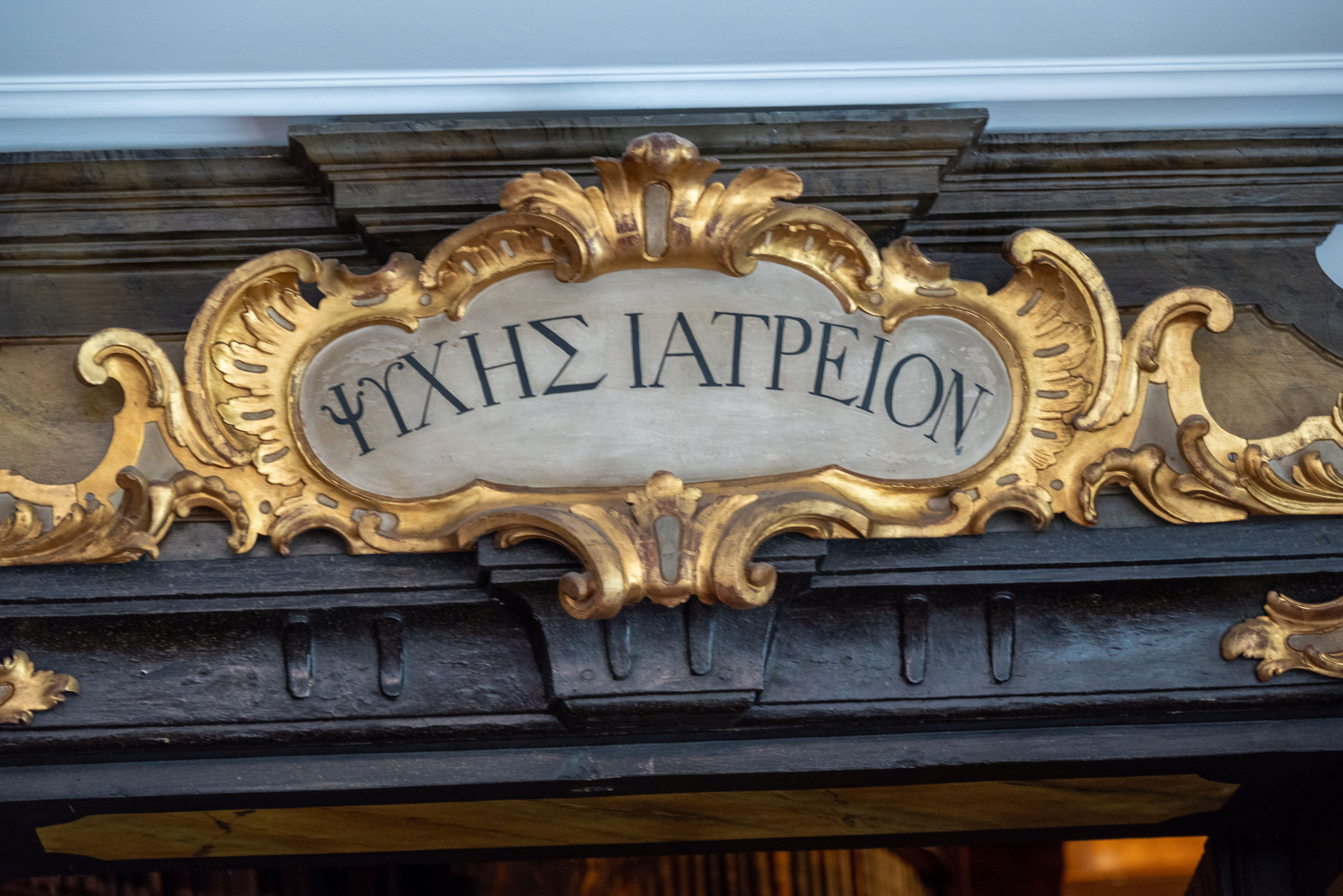
Eingang der Stiftsbibliothek St. Gallen

Inschrift über dem Tor der Bibliothek von Alexandria in hellenistischer Zeit nach Diodorus Siculus. Sie gilt als die größte Sammlung von Schriften der antiken Welt. Um 250 v. Chr. betrug die Gesamtzahl der Rollen in der Bibliothek bereits 400.000, später sollen es bis zu 700.000 Schriftrollen gewesen sein.
Jedes anlandende Schiff, das Schriftrollen beförderte, musste der Überlieferung zufolge die Rollen abschreiben lassen und erhielt nur die Kopien zurück.
Der Historiker Jacob Burckhardt schreibt in seiner Griechischen Kulturgeschichte:

„Diese Stadt lag (wofern man auch Italien und Rom hinzurechnen darf) im Zentrum der jetzigen hellenistischen Welt, war wie keines der Antiochien und Seleukien vor Eroberungen gesichert und vollends in bezug auf Sicherheit das gerade Gegenteil von Makedonien. Dazu war Ägypten eine Stätte des alten Wissens und Sammelns. Bibliotheken waren schon bei den alten Pharaonen vorgekommen, und die des Osymandyas hatte die Inschrift »Heilstätte für den Geist« (ψυχῆς ἰατρεῖον) getragen.“

In Zusammenarbeit mit der UNESCO wurde eine neue Bibliothek von Alexandria errichtet und am 16. Oktober 2002 eröffnet.

## Ψυχῆς μέγας χαλινὸς ἀνθρώποις ὁ νοῦς.
Ψυχῆς μέγας χαλινὸς ἀνθρώποις ὁ νοῦς.
Psychēs megas chalinos anthrōpois ho nous.
„Der Menschenseele fester Zügel ist die Vernunft.“
Sentenz aus den Monosticha des Dichters Menander. Die lateinische Version dieses Spruchs lautet: „Animi nam frenum magnum mens est hominibus.“

## Ψυχῆς πείρατα ἰὼν οὐκ ἂν ἐξεύροιο …
Ψυχῆς πείρατα ἰὼν οὐκ ἂν ἐξεύροιο …
Psychēs peirata iōn ouk an exeuroio …
„Der Seele Grenzen kannst du im Gehen nicht ausfindig machen …“.
Heraklit über die Seele. Der Satz lautet vollständig:

«Ψυχῆς πείρατα ἰὼν οὐκ ἂν ἐξεύροιο, πᾶσαν ἐπιπορευόμενος ὁδόν, οὕτω βαθὺν λόγον ἔχει.»

„Psychēs peirata iōn ouk an exeuroio pasan epiporeuomenos hodon; houtō bathyn logon echei.“

„Der Seele Grenzen kannst du nicht ausfinden, und ob du jegliche Straße abschrittest; so tiefen Grund hat sie.“

## Ψυχρὰ θέρεται, θερμὸν ψύχεται, ὑγρὸν αὐαίνεται, καρφαλέον νοτίζεται.
Ψυχρὰ θέρεται, θερμὸν ψύχεται, ὑγρὸν αὐαίνεται, καρφαλέον νοτίζεται.
Psychra theretai, thermon psychetai, hygron auainetai, karphaleon notizetai.
„Kaltes erwärmt sich, Warmes kühlt ab, Feuchtes vertrocknet, Dürres wird benetzt.“
Fragment des Philosophen Heraklit, mit dem er ausdrückt, dass Wandel und Stabilität die Pole eines Kontinuums sind. Die Einheit der Gegensätze besteht in allen Prozessen.